# Медаль «За любовь к Отечеству» (Туркменистан)
Медаль «За любовь к Отечеству» — государственная награда Туркмении.

## История
Медаль была учреждена 18 июня 1996 года в ознаменование пятилетия объявления независимости Туркмении.
В 2014 году во внешний вид медали внесены изменения.

## Статут
Награждение медалью производится:
- за образцовую и плодотворную государственную и общественную деятельность по утверждению Туркмении как независимого и суверенного государства и большой личный вклад в упрочение его авторитета;
- за большие трудовые успехи и заслуги в реализации государственных программ по укреплению экономической мощи Туркмении, по развитию всех отраслей экономики, науки, культуры, искусства, образования и здравоохранения;
- за большой личный вклад в укрепление обороноспособности страны, обеспечение безопасности, правопорядка и законности;
- за высокие заслуги по воспитанию молодёжи в духе любви, уважения и преданности Отчизне.

Гражданам Туркмении, награждённым медалью, выплачивается единовременная премия в размере трёхкратной минимальной оплаты труда.
Лица, награждённые медалью, пользуются льготами в случаях и порядке, установленными законодательством.

## Описание

### с 1996 по 2014 годы
Медаль, представляет собой круг золотистого цвета, снизу обременённый двумя лавровыми ветвями зелёной эмали с выступающими за край круга листьями. В центре круга контурная карта Туркмении зелёной эмали с расходящимися к краю круга солнечными лучами, поверх которой золотой профильный портрет первого президента Туркмении Сапармурата Ниязова. По верхнему краю круга выпуклыми буквами надпись: «WATANA BOLAN SÖÝGÜSI ÜÇIN».
Реверс матированный, несёт на себе надпись в четыре строки: «TÜRKMENISTANYÑ / GARASSYZLYGYNYÑ / 5 ҰYLLYGYNA / 1996 ÿ.»
Медаль при помощи ушка кольца крепится к металлической прямоугольной колодочке, покрытой эмалью зелёного цвета. Чуть в стороне от центра столб красной эмали с изображением золотистых ковровых гёлей и расходящихся оливковых ветвей.
С обратной стороны колодочка имеет застёжку для крепления к одежде.

#### Планка медали

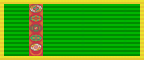

Основа планки медали выполнена из шёлковой ткани зелёного цвета, в левой части её размещена вертикальная красная колонна, в которой расположены золотистые изображения ковровых гёлей и расходящихся оливковых ветвей. Внешние края планки имеют жёлтое обрамление.

### с 2014 года
Медаль выполнена в виде круга диаметром 42 мм, покрытого эмалью зелёного цвета, внутрь которого вписан восьмиугольник. В каждом позолоченном углу восьмиугольника имеются линии, символизирующие солнечные лучи, и посередине находится циркониевый камень. Пространство между углами восьмиугольника заполнено изображением национального орнамента.
В восьмиугольнике расположены два круга диаметром, соответственно, 30 мм и 22 мм. В верхней части внешнего круга, покрытого эмалью белого цвета, имеется позолоченная надпись «WATANA BOLAN SÖÝGÜSI ÜÇIN», а в нижней части находятся позолоченное изображение пяти туркменских ковровых гёлей.
В центре внутреннего круга, основа которого также покрыта эмалью белого цвета, на фоне контурного изображения земного шара расположена карта Туркмении, выполненная эмалью зелёного цвета, а под ней расположены расходящиеся позолоченные оливковые ветви.
Медаль посредством позолоченного колечка соединяется с колодкой прямоугольной формы высотой 20 мм, шириной 31 мм. Колодка выполнена в форме покрытого эмалью изображения Государственного флага Туркмении.
Медаль изготавливается из серебра 925 пробы, покрытого позолотой.